# Ólafur Elíasson

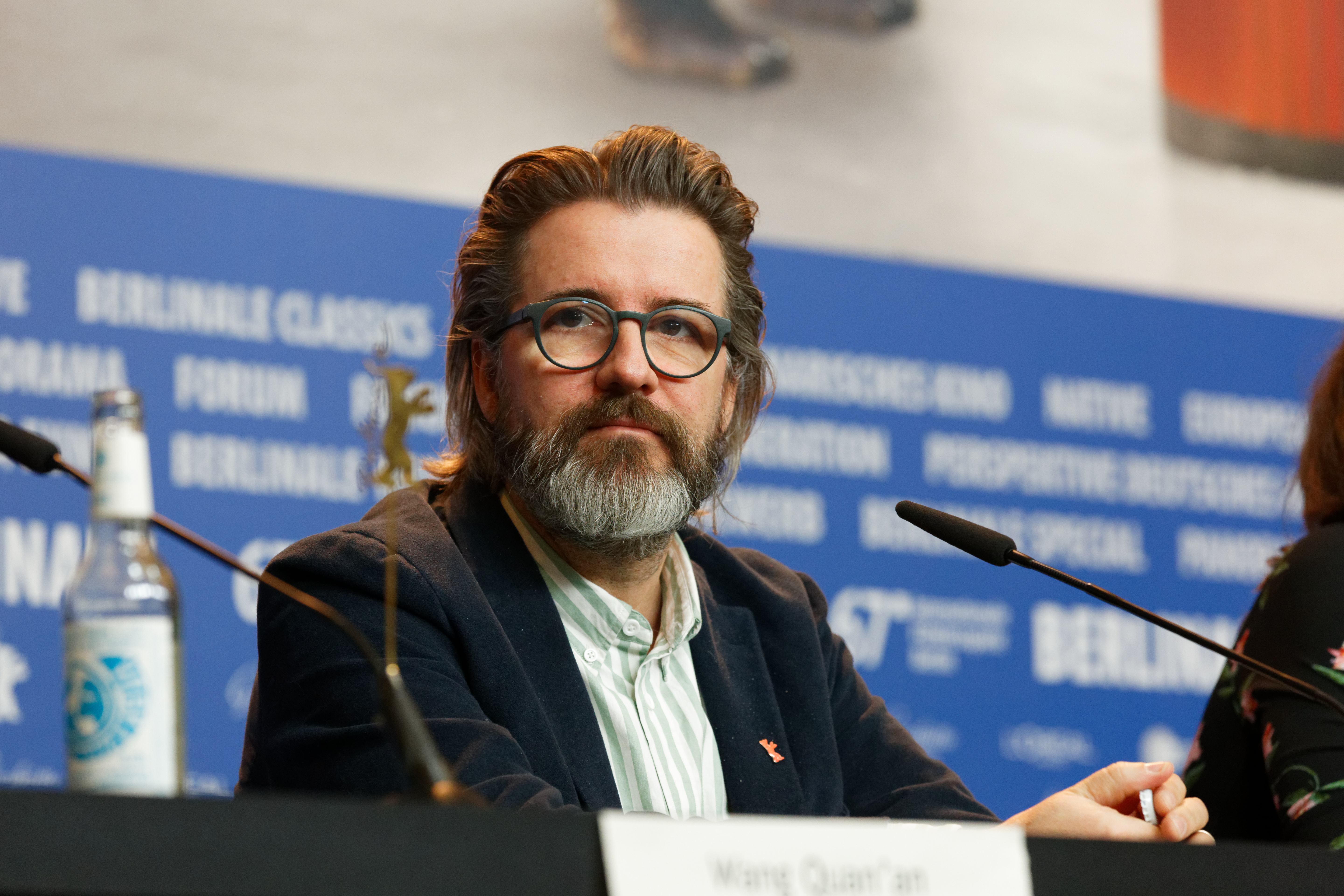
Ólafur Elíasson bei der Berlinale 2017

Ólafur Elíasson (* 5. Februar 1967 in Kopenhagen) ist ein dänischer Künstler isländischer Herkunft. Er lebt in Berlin und Kopenhagen und beschäftigt sich vornehmlich mit physikalischen Phänomenen in der Natur wie Licht und Wasser, Bewegung und Reflexion.

## Leben und Werk
Ólafur Elíasson verbrachte seine Kindheit in Hafnarfjörður, Island. Er studierte von 1989 bis 1995 an der Königlich Dänischen Kunstakademie in Kopenhagen. Schon während des Studiums lernte er in Köln die Galeristen Tim Neuger und Burkhard Riemschneider kennen und stellte bei ihnen in Berlin aus. 1994 zog er aufgrund dieser Kontakte nach Berlin. Im Juli 2006 erhielt er einen Ruf der Universität der Künste (UdK) in Berlin, an der er im Jahr 2009 das Institut für Raumexperimente gründete und bis 2014 betreute.
Er betreibt Studio Olafur Eliasson in einem ehemaligen Berliner Brauereigebäude, wo ein großes Team aus Kunsthandwerkern, spezialisierten Technikern, Architekten, Archivaren, Kunsthistorikern, Web- und Grafikdesignern, Filmemachern, Köchen und Administratoren mit Ólafur Eliasson an der Entwicklung, Produktion und Installation von Kunstwerken, Projekten und Ausstellungen arbeiten, experimentieren, archivieren, Recherche betreiben, Publikationen veröffentlichen und Öffentlichkeitsarbeit betreiben.
2014 gründete Ólafur zusammen mit dem Architekten Sebastian Behmann, mit dem er seit 2001 zusammenarbeitet, das Kunst- und Architekturbüro Studio Other Spaces, das sich mit interdisziplinären und experimentellen Bauprojekten und großformatigen Kunstwerken für den öffentlichen Raum beschäftigt. Das Team von Studio Other Spaces teilt sich mit Studio Ólafur Eliasson Räumlichkeiten, Infrastrukturen und langjährige Erfahrungen aus der Kunstproduktion.
Erste Werke von Ólafur Elíasson bestehen aus oszillierenden elektrischen Ventilatoren, die von der Decke hängen. Der Ventilator aus dem Jahr 1997 schwingt beispielsweise vor und zurück und dreht sich dabei um seine eigene Achse. Breitere Bekanntheit erreichte der Künstler mit einem ähnlichen Projekt im Jahr 1998, als er auf der Berlin Biennale 1998 einen Ventilator im Postfuhramt ausstellte.
In dem Projekt Green River (1998 bis 2001) färbte er das Wasser von Flüssen an verschiedenen Orten der Welt mit einem ungiftigen Farbstoff ein. Die Reaktionen der vorher nicht informierten Öffentlichkeit wurden dabei Teil des Kunstwerks.
Im Rahmen des EXPO-Projekts Garten-Landschaft OWL schuf er einen Dufttunnel aus stark duftenden Pflanzenarten im Botanischen Garten Gütersloh.
Visuell wirksam wurde Ólafur Elíassons mehrdeutiges Werk einer riesigen künstlichen Sonne, die im Winter 2003/2004 die Turbinenhalle der Tate Modern in London beschien. Die Kunstsonne lud zwei Millionen Menschen zum Verweilen ein; so stiftete Ólafur ein Gemeinschaftserlebnis ohne Zwang und ermöglichte den Besuchern, entspannt und in Muße über das Verhältnis von Kunst und Natur nachzudenken.
Auf der Rollfähre Spitz–Arnsdorf installierte er 2004 anlässlich der Ernennung der Wachau zum Weltkulturerbe eine Camera obscura, die die beiden Donauufer in die Bordkabine projiziert.
In den Jahren 2004 und 2005 schuf er Projekte in München. Für die dortige Niederlassung einer Wirtschaftsprüfungsgesellschaft entwarf er ein Auf und Ab zweier einander in Doppelhelix-Form umkreisender Treppen mit dem Titel Umschreibung. Im folgenden Jahr schuf er mit Unterstützung eines Glasherstellers eine Glasfassade für das Probengebäude der Bayerischen Staatsoper mit dem Namen Bühnenfenster. Auf 300 m² erlaubt sie sowohl Spiegelungen als auch Transparenz in Verbindung mit zwei gefärbten Schichten, sie schließt so den Marstall im Süden ab und reflektiert die Aktivitäten auf dem Platz in der Höhe.
Das Projekt light lab ist eine mehrteilige Lichtinstallation, die speziell für das Dach des Neuen Portikus in Frankfurt am Main konzipiert wurde. Im April 2006 wurde die erste Installation aus der Reihe präsentiert – ein Lichtbogen, der die Anmutung einer aufgehenden Sonne hatte.
Ólafur Elíasson hatte im Juni 2008 vier große künstliche Wasserfälle rund um die Südwestspitze Manhattans installiert (unter der Brooklyn Bridge, an der Stadtautobahn FDR Drive, einen hinter Lagerhallen an der Uferpromenade von Brooklyn und den vierten vor Governors Island). Geschätzte 13,1 Milliarden Liter stürzten 110 Tage lang von 7 Uhr morgens bis 22 Uhr abends von Gerüsten in den East River. Der Energieverbrauch für den Wasserkreislauf soll durch Kredithandel mit Windenergie kompensiert worden sein. Das Projekt entstand in einer Kollaboration zwischen der Stadtverwaltung, dem Künstler und dem Public Art Fund.
Yellow fog von Ólafur Elíasson ist eine Intervention im öffentlichen Raum, die im Oktober 2008 an der Fassade des Hauptgebäudes der Österreichischen Elektrizitätswirtschafts-AG in Wien auf Initiative der unternehmenseigenen Sammlung Verbund installiert wurde. Täglich zur Abenddämmerung wird die Fassade für eine Stunde in gelben Nebel getaucht. Dadurch soll der historische Platz Am Hof zu einer Bühne mitten in der Stadt werden, auf der ein Spiel aus Licht, Nebel und Wind entsteht. Durch den fließenden Übergang zwischen dem Gebäude, dem Gehsteig und dem Platz soll die Wahrnehmung des urbanen Raums verändert werden. Darüber hinaus thematisiert Yellow fog den Übergang vom Tag zur Nacht und macht auf die Veränderung des Tagesrhythmus aufmerksam. Ólafur Elíasson macht nicht nur den abstrakten Begriff des Raums, sondern auch die technischen Voraussetzungen der Intervention sichtbar. Dafür wurde ein 48 Meter langes Gitter entlang der Fassade in den Gehsteig eingelassen. Darunter sind die 32 Leuchtstoffröhren sichtbar, die das spezifische, vom Künstler genau abgestimmte gelbe Licht erzeugen. Yellow fog wurde bereits zehn Jahre zuvor 1998 an der Fassade des Jewish Museum in New York für die temporäre Ausstellung Light × Eight: The Hanukkah Project installiert.
Im Jahre 2011 eröffnete das Konzerthaus Harpa in Reykjavík, dessen Fassade Ólafur, inspiriert von den unterschiedlichen Lichtstimmungen seiner Heimatinsel, entworfen hatte. Sie besteht aus einer wabenartigen Struktur aus dichroitischem Glas, das je nach Wetter auf die wechselnden Tageslichtfarben reagiert.
Im Mai 2012 wurde Ólafur Elíasson als neues Mitglied in die Akademie der Künste in Berlin berufen, deren Wahl er annahm. Schon zur Eröffnungsausstellung des Neubaus der Akademie am Pariser Platz im Jahr 2005 hatte er eine Lichtinstallation ausgestellt. Eine aktive Mitgliedschaft setzt voraus, dass Künstler aktiv an den Aufgaben der Akademie mitwirken, sodass Ólafur zukünftig weitere Präsenz in der Akademie zeigen wird.
Im Mai 2013 wurde der Neubau des Lenbachhauses in München eröffnet, in dessen Eingangsbereich die Lichtskulptur Wirbelwerk des Künstlers von der Decke hängt.
Im Sommer 2013 brachte Ólafur Elíasson ein Stück des Vatnajökull-Gletschers zur Ausstellung EXPO 1: New York am MoMA PS1 in New York, um auf die Auswirkungen der globalen Erwärmung hinzuweisen.
2015 wurde in Kopenhagen die von Ólafur entworfene Fußgängerbrücke Cirkelbroen eröffnet.
Im Jahre 2017 wurde er in die Wettbewerbsjury der 67. Internationalen Filmfestspiele Berlin berufen.
Im Sommer 2018 eröffneten Ólafur Elíasson und seine Schwester gemeinsam für drei Monate ein Restaurant in Island.
Im Jahre 2020 bekam Ólafur Elíasson anlässlich der deutschen EU-Ratspräsidentschaft von Bundesaußenminister Heiko Maas den Auftrag, ein interaktives Kunstwerk zu schaffen. Ólafur Elíasson schuf unter dem Titel „Earth Speakr“ via App und an öffentlichen Orten wie in Parlamenten ein vielstimmiges Werk von Kindern in 24 Sprachen, um deren Themen wie Umwelt, Artensterben über Ressourcenverschwendung bis zur Klimapolitik aufzubereiten. So bekommen in dem Kunstprojekt Gegenstände wie Nutellaglas, Globus und eine Plastiktüte eine Kinderstimme, die sich mit Forderungen, Appellen und Vorwürfen vornehmlich an die Erwachsenen richtet. Im selben Jahr wurden zwei Skulpturen mit dem Namen Gesellschaftsspiegel in der Hamburger Innenstadt aufgestellt.
Er erstellte Artwork mit dem Titel Colour experiment no. 114 zu dem Lied i/o des 2023 in Einzeltiteln erschienenen gleichnamigen Albums i/o von Peter Gabriel.
2023/24 gestaltete Ólafur Elíasson ein neues Ostfenster für den Dom St. Nikolai (Greifswald). Das mehrgliedrige Fenster ist ein Beitrag zum 250. Geburtstag von Caspar David Friedrich und in der Farbgebung ist von Friedrichs Gemälde Huttens Grab (um 1823/24) inspiriert. Das Fenster wurde am 7. April 2024 eingeweiht

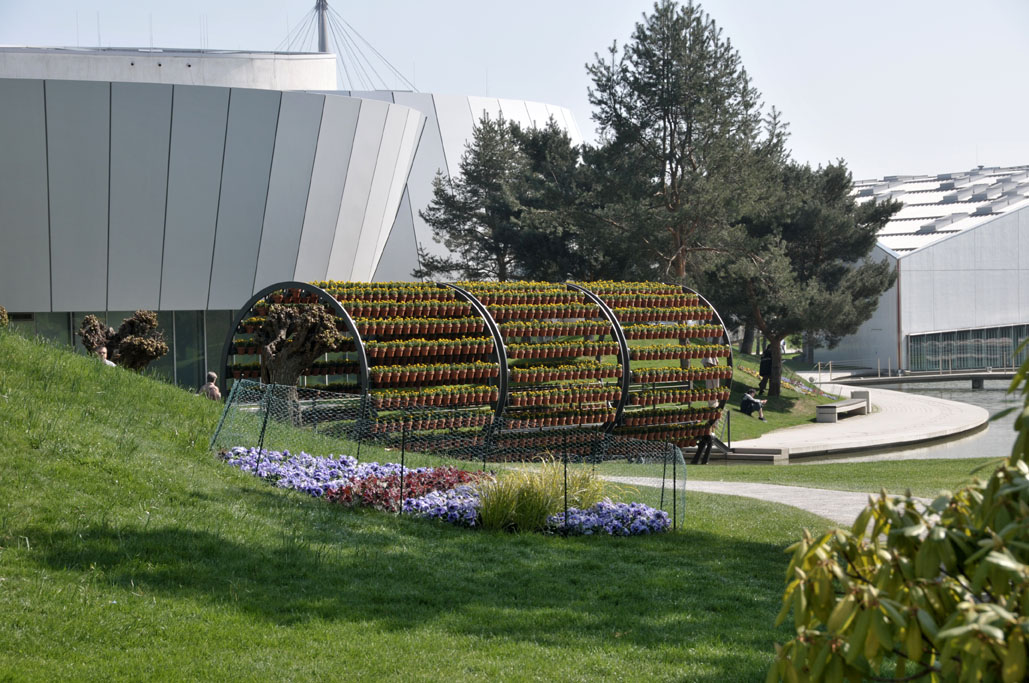
Dufttunnel, Wolfsburg 2000
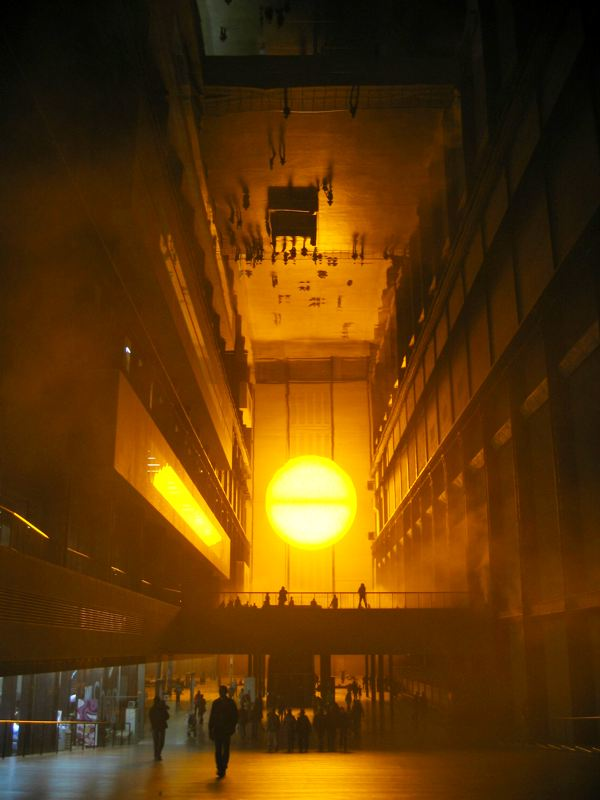
The Weather Project, 2003, London
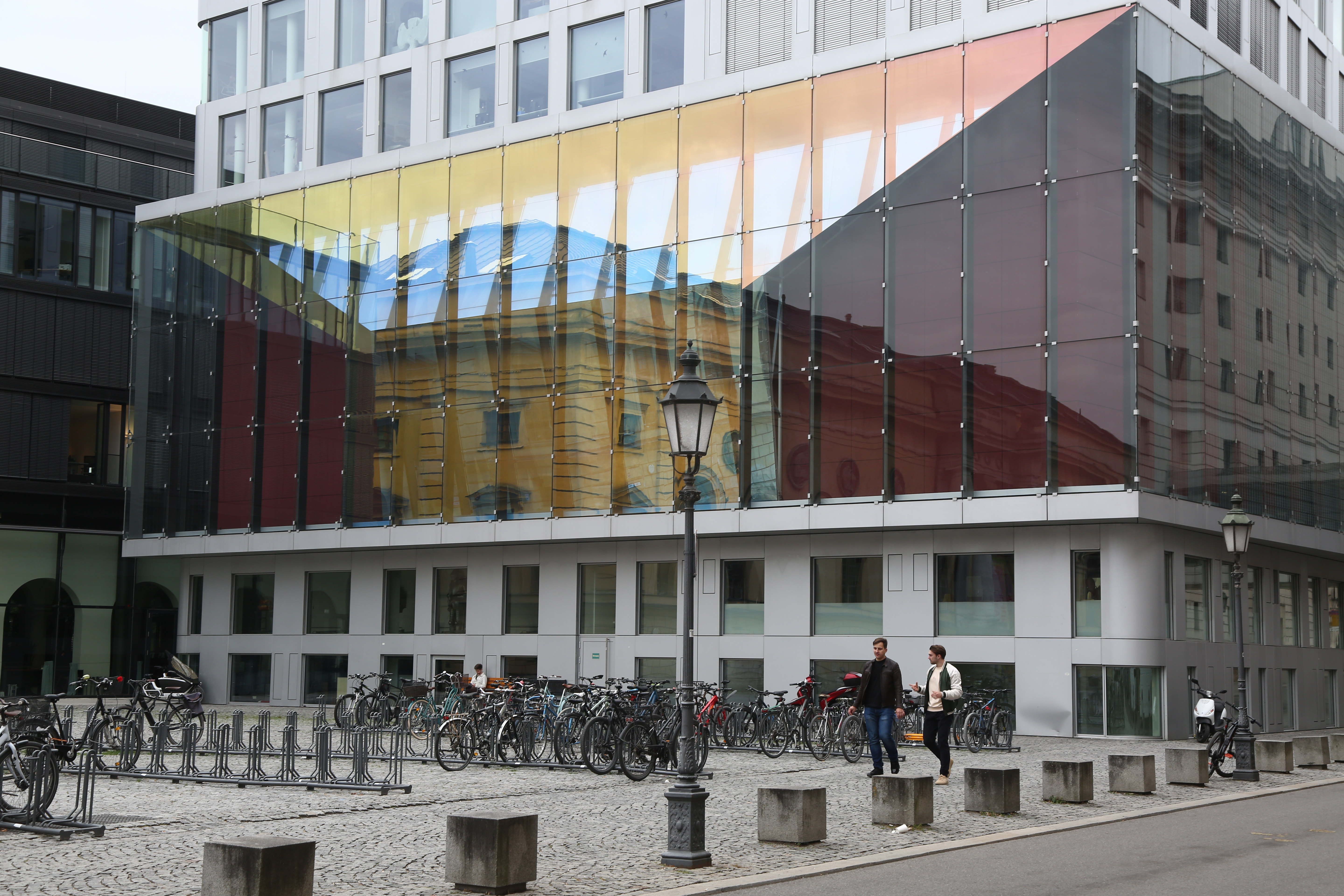
Glasfassade Bühnenfenster, 2005, München
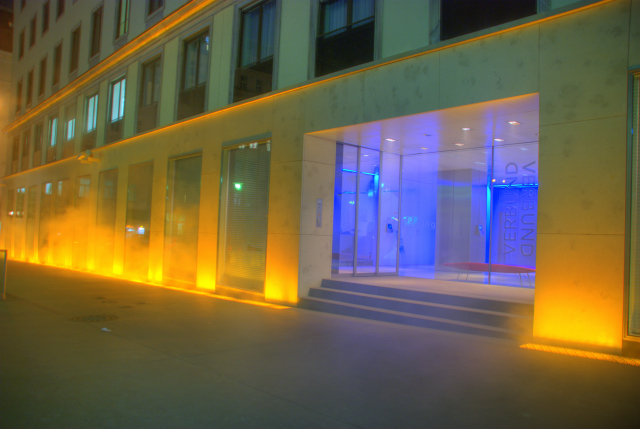
Yellow Fog, Wien 2008
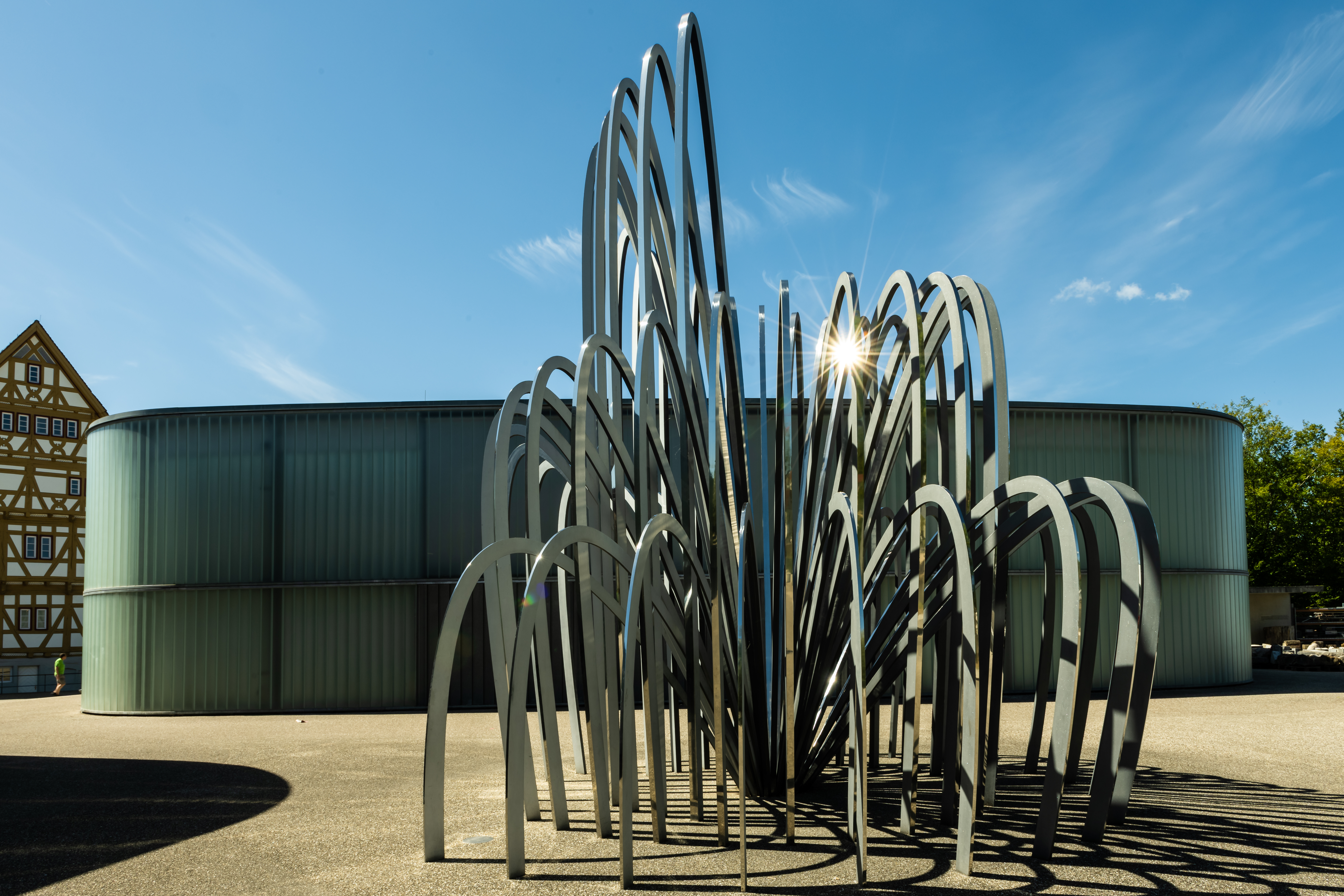
Pavillon für Waiblingen, Waiblingen, 2009
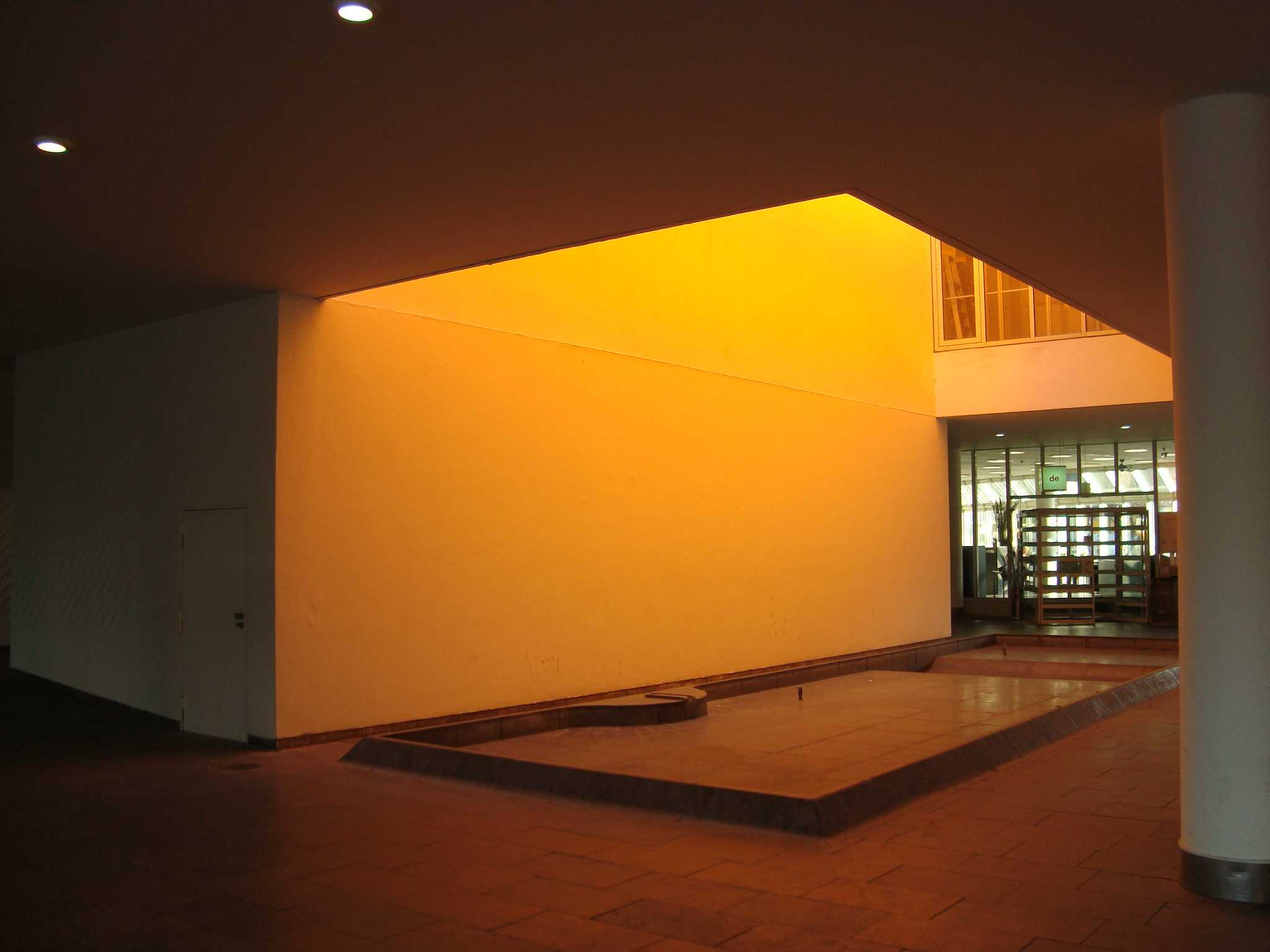
Your natural yellow daylight, 2010, Düsseldorf, K 20
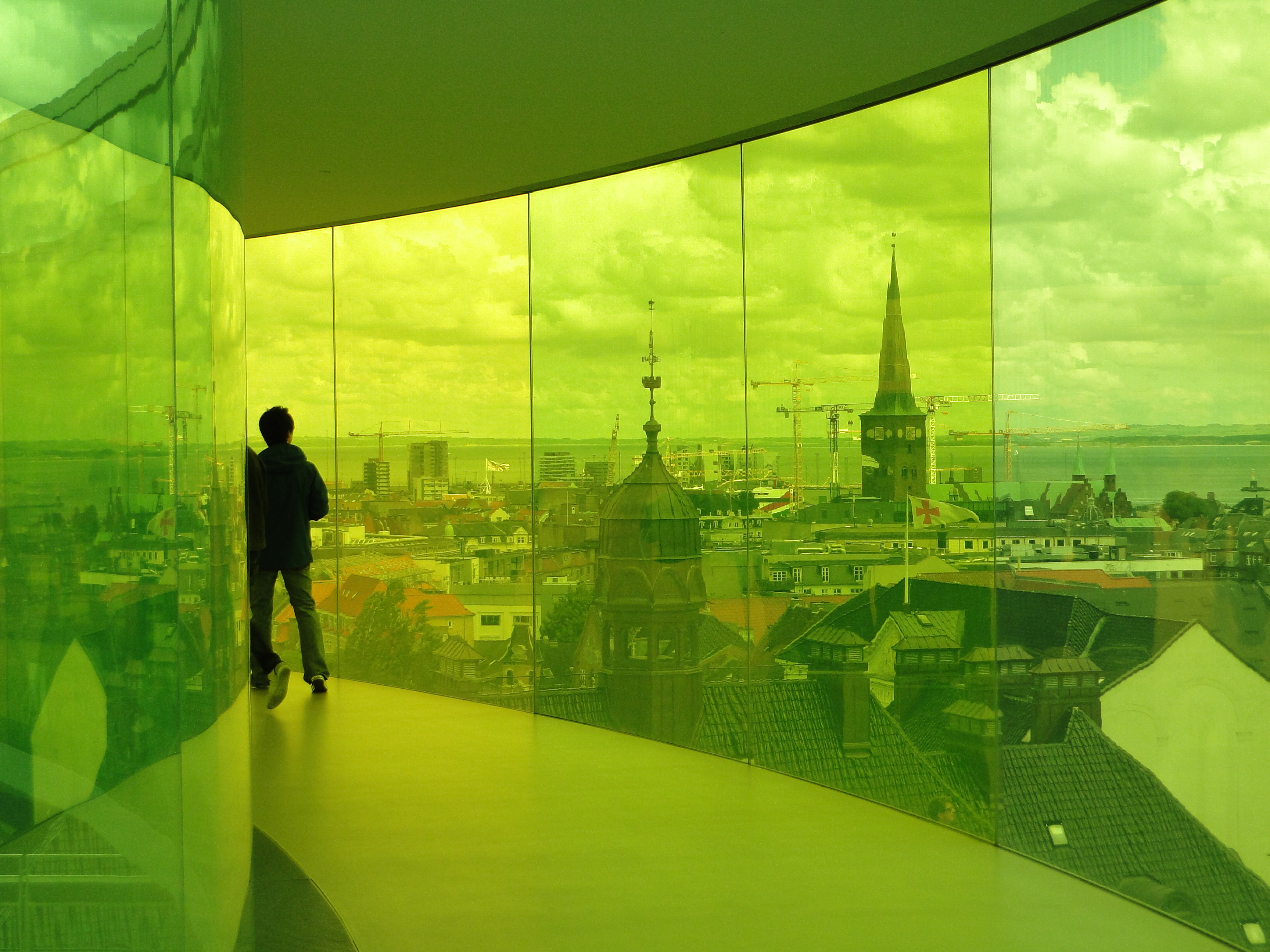
Blick auf Aarhus aus Your rainbow panorama auf dem Dach des ARoS Aarhus Kunstmuseum, Aarhus, Dänemark, 2011

## Projekt „Little Sun“

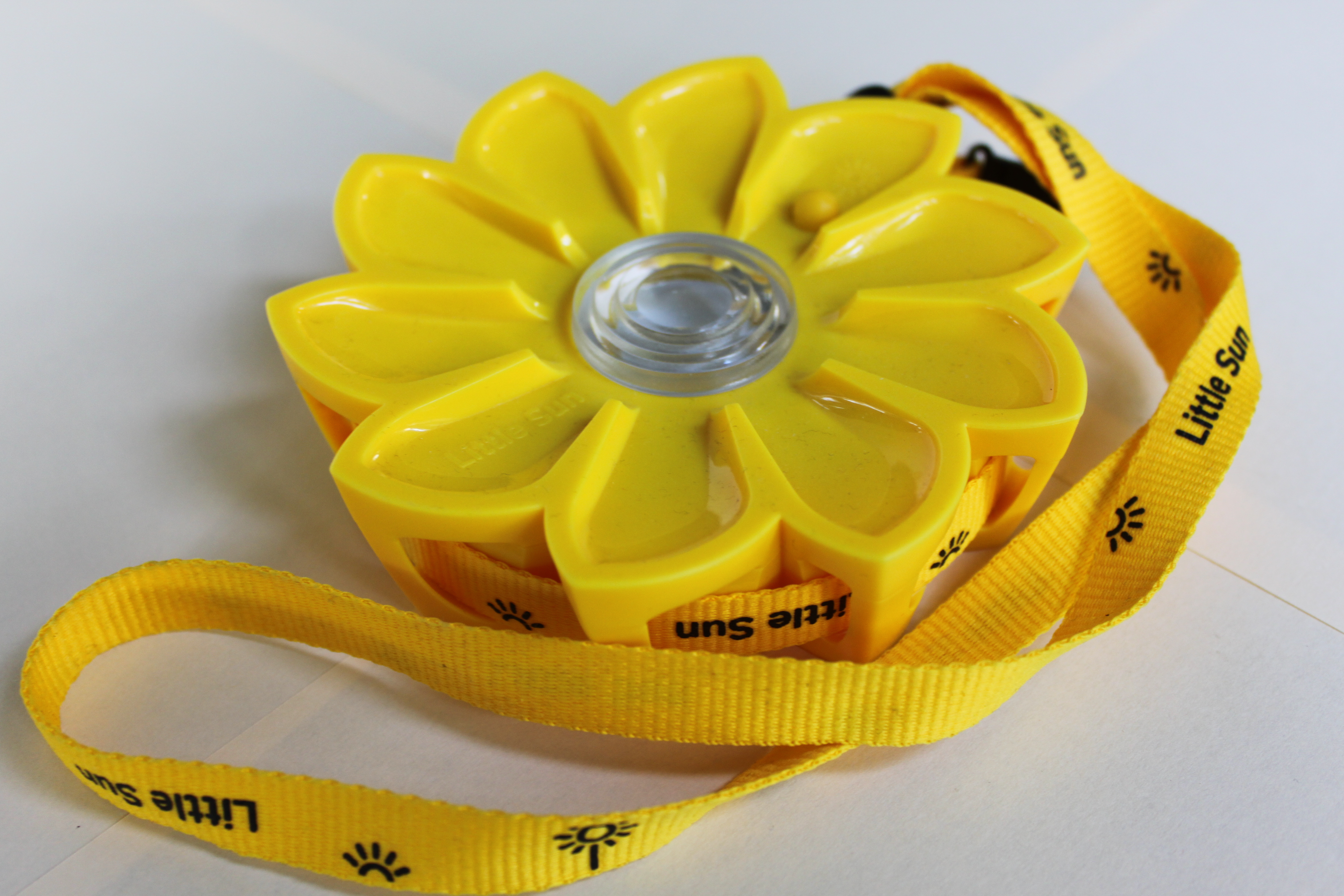
Little Sun

Eine kleine gelbe LED-Leuchte aus Plastik – Kleine Sonne / Little Sun –, deren Akkus durch Photovoltaik gespeist werden, soll bis zum Jahr 2020 50 Millionen Mal verkauft werden und z. B. all den Menschen eine künstliche Leuchtquelle verschaffen, die noch immer ohne Stromanschluss leben müssen. Ihr Entwurf wurde 2012 in der Tate Gallery of Modern Art in London ausgestellt. Die Leuchte ist auch in Europa für etwa 20 bis 30 Euro erhältlich. Mit dem Tageslicht aufgeladen, leuchtet sie entweder 5 Stunden voll oder 10 Stunden mit halber Kraft.
Im Jahr 2017 erhielt Little Sun ein Update in Form von Little Sun Diamond. Little Sun verwendet 70 g Plastik, während Little Sun Diamond knapp 20 g Plastik verwendet.

## Ehrungen

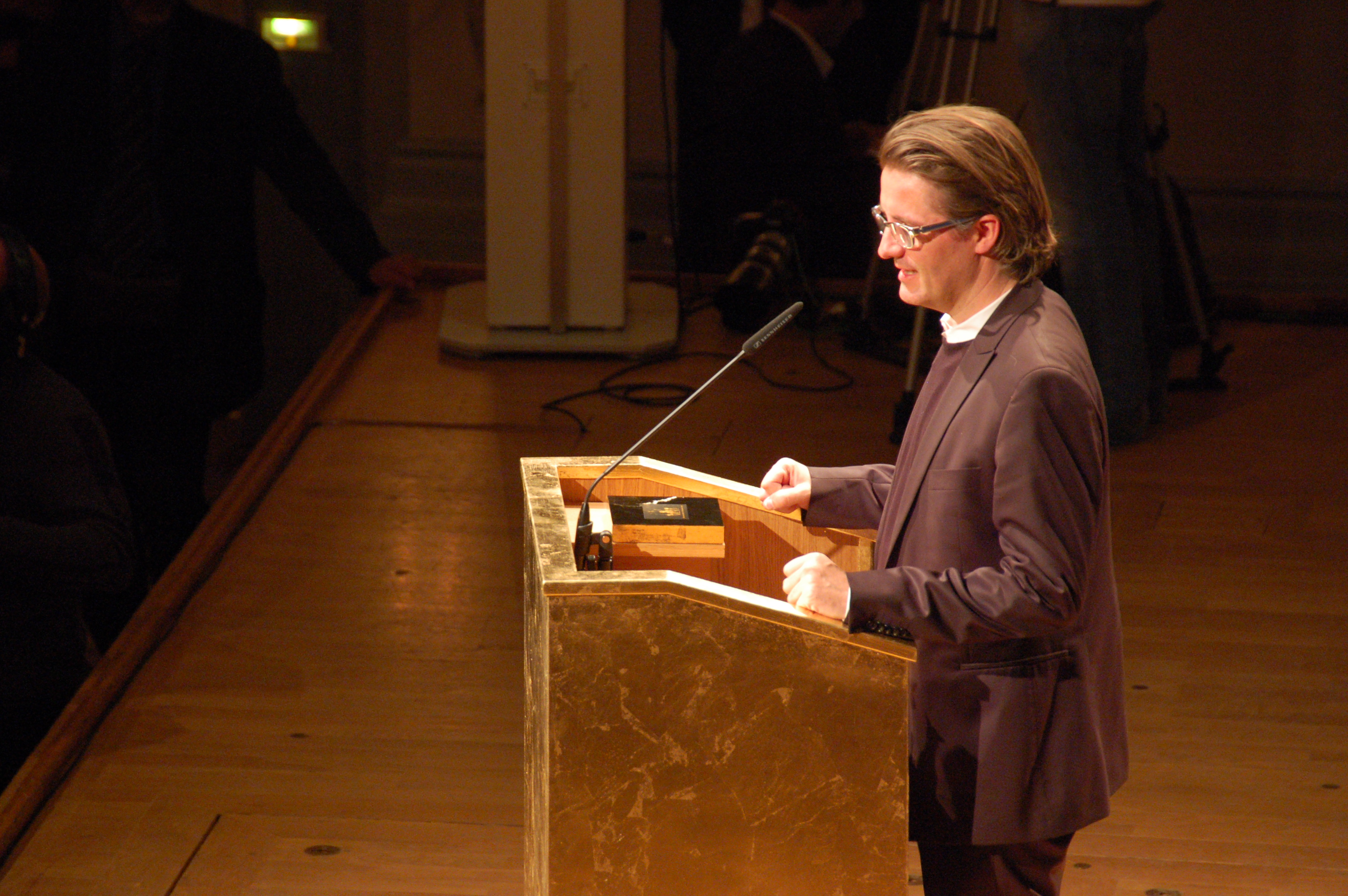
Ólafur Elíasson bei der Preisverleihung Quadriga 2010 in Berlin

1997 erhielt Ólafur Elíasson den Bremer Kunstpreis und 2004 die Eckersberg-Medaille. Im Juni 2006 wurde er mit dem österreichischen Friedrich-Kiesler-Preis für hervorragende Leistungen im Bereich der Architektur und der Künste ausgezeichnet, die den experimentellen und innovativen Auffassungen Friedrich Kieslers und seiner Theorie der correlated arts entsprechen. Im September 2006 bekam er den mit 500.000 DKK dotierten Kulturpreis des dänischen Kronprinzenpaares und im Mai 2007 den mit 70.000 Euro dotierten Joan-Miró-Preis überreicht. Im Oktober 2013 erhielt er den Goslarer Kaiserring. Am Neujahrstag 2008 wurde er Ritter des Falkenordens. 2013 erhielt er zusammen mit dem dänischen Architekten Henning Larsen den Mies-van-der-Rohe-Preis der Europäischen Union für zeitgenössische Architektur für ihr Konzerthaus Harpa in der isländischen Hauptstadt Reykjavík. Der Preis gilt als der renommierteste europäische Architekturpreis und ist mit 60.000 Euro dotiert.
Am 24. Juni 2013 besuchte der Präsident der Republik Island, Ólafur Ragnar Grímsson, im Rahmen eines Staatsbesuchs in Deutschland Ólafur Elíassons Studio in Berlin. 2016 wurde er zum Ritter des Ordre des Arts et des Lettres ernannt. 2023 wurde Ólafur der japanische Kunstpreis Praemium Imperiale zuerkannt. 2025 wurde ihm das Bundesverdienstkreuz am Bande verliehen.

## Ausstellungen (Auswahl)
- 1998: Teilnahme an der ersten Berlin Biennale
- 2001: Surroundings Surrounded im ZKM, Karlsruhe[35]
  - The mediated motion im KUB, Bregenz[36]
- 2003: The Blind Pavilion in Venedig auf der Biennale
- Oktober 2003 bis März 2004: The Weather Project in der Tate Gallery of Modern Art, London[37]
- 2004: Camera Obscura für die Donau, Kunstinstallation auf der Rollfähre Spitz–Arnsdorf
- 2004: Your Lighthouse. Arbeiten mit Licht 1991–2004 im Kunstmuseum Wolfsburg[38]
- 2004: Reflektierender Korridor – Entwurf zum Stoppen des freien Falls, Zentrum für Internationale Lichtkunst, Unna[39]
- 2006: Your Waste of Time, neugerriemschneider, Berlin.
- 2008: Take your time, Museum of Modern Art and P.S.1 Contemporary Art Center, New York
  - Your Mobile Expectations: BMW H2R Project (BMW Art Car), Pinakothek der Moderne, München
  - The New York City Waterfalls, East River, New York[40]
- 2009: Kinderzimmer, Hamburger Kunsthalle[41]
- 2010: Innen Stadt Außen, Martin-Gropius-Bau, Berlin; Kurator: Daniel Birnbaum im Rahmen der Berliner Festspiele
  - Light Lab, Neuer Portikus, Frankfurt am Main
- 2011: Din blinde passager (your blind passenger), Zentrum für zeitgenössische Kunst, Málaga
- 2012: Little Sun, Tate Gallery of Modern Art, London[24]
- 2013: Your Cosmic Campfire, Lentos Kunstmuseum Linz, Linz[42]
- 2014: Riverbed, Louisiana Museum of Modern Art[43]
- 2014/2015: Von Oben gesehen: Die Vogelperspektive. Von Behaim bis Elíasson. Germanisches Nationalmuseum in Nürnberg.[44]
- 2015: Die Langen Foundation zeigte Werke von Ólafur Elíasson aus der Sammlung Boros
  - Baroque Baroque, Winterpalais Prinz Eugen[45]
- 2016: Elíasson stellte drei große Installationen im Garten von Versailles aus; kleinere Installationen wurden im Schloss Versailles gezeigt.[46][47]
  - The parliament of possibilities, Leeum, Samsung Museum of Art, Seoul[48]
- 2017: Maison des ombres multiples. Musée d'art contemporain de Montréal, Montreal[49]
- 2018: The unspeakable openness of things. Red Brick Art Museum, Peking[50]
  - WASSERfarben. Pinakothek der Moderne, München[51][52]
- 2019: In real life. Tate Gallery of Modern Art, London[53][54][55]
- 2020: Olafur Eliasson – Symbiotic Seeing. Kunsthaus Zürich, Kuratorin Mirjam Varadinis[56]
- 2021: Life, Fondation Beyeler[57]
- 2022: Nel tuo tempo, Palazzo Strozzi[58]

## Veröffentlichungen (Auswahl)
- Studio Olafur Eliasson: The Kitchen, Kochbuch. Knesebeck, München 2016, ISBN 978-3-86873-959-6.[59]
- Olafur Eliasson: Experience, Monograph. Phaidon, 2018, ISBN 978-0-7148-7758-7[60]

## Film
- Jan Schmidt-Garre: Olafur Eliasson, Dokumentation 90 Min., Arthaus Musik GmbH 2009 (2005), ISBN 978-3-939873-39-6
- Erik Niedling, Ingo Niermann: The Future of Art, Dokumentation 150 Min., 2010 (Ausschnitt Eliasson, 6:45 min) (Memento vom 18. März 2011 im Internet Archive)